# Emma (Yakusoku no Neverland)
Emma (Japanese: エマ, Hepburn: Ema) é a protagonista principal da série de manga Yakusoku no Neverland, criada por Kaiu Shirai e Posuka Demizu. Emma é uma rapariga de 11 anos a viver no orfanato Grace Field House. Ela tem notas perfeitas consistentemente nos seus exames diários. Ela é a alma da festa e aprende rápido. Ela é conhecida pelo seu amplo otimismo como também pelo seu atletismo, mas ela pode ser ingénua por vezes. Ao descobrir a verdade sobre o orfanato, Emma junta-se a Norman e Ray para escapar da casa. Ela ama a sua família mais que qualquer coisa e o seu senso forte de altruísmo insiste que toda a gente tem de escapar junta, até se a maioria dos seus irmãos têm menos de 6 anos, um alvo que Ray considera louco e simplesmente imprudente.
Na adaptação de anime, ela é interpretada por Sumire Morohoshi em japonês e por Erica Mendez na versão em inglês. Na adaptação cinematográfica de live-action, ela é interpretada por Minami Hamabe.
Emma classificou-se altamente em vários prémios e votações. Ela foi a 'Melhor Personagem Feminina' no 41º Anime Grand Prix em 2019. Ela também foi elogiada por quebrar o típico molde de protagonista de Shōnen Jump.

## Criação
Segundo Kaiu Shirai, ele evitou fazer dela demasiado simples. Quer seja os pensamentos ou esperanças da personagem, a excitação da história ou resolver o mistério. Shirai fez Emma como a protagonista porque a primeira antagonista da história, Isabella, também é uma mulher, pensando que a relação mãe-filha entre as duas faria a história "mais interessante". Ela teve duas opções, ou escapar com os seus irmãos ou tornar-se uma mãe em Grace Field House. Isso quebra o molde Shōnen Jump. Ela não é um rapaz e não tem habilidades físicas extraordinárias nem poderes especiais. Shirai descreve Emma como energética, "como luz", um pouco maternal, e idealista. Ela mantêm o equilíbrio entre Norman, que a apoia, e Ray, que discute mas ajuda de qualquer maneira.
Posuka Demizu descreveu a criação da personagem como a história de Yakusoku no Neverland precisar de um tipo de protagonista diferente, como Emma, então ela veio naturalmente. Não foi necessário ela seguir o estilo Jump. Segundo Demizu, Emma é uma das personagens mais difíceis de desenhar, pois desenhá-la em todo os painéis demora mais a acabar.

### Casting
Na adaptação do anime, a personagem é interpretada por Sumire Morohoshi em japonês. Erica Mendez interpreta-a em inglês. Na adaptação cinematográfica de live-action, ela é interpretada por Minami Hamabe.

## Aparência
Emma nasceu a 22 de agosto de 2034. Ela tem olhos verdes e cabelo curto laranja claro que se espeta para cima em todos os ângulos à volta da cabeça com uma mecha a curvar-se para cima do lado direito da cabeça, lembrando uma antena, e outra mais pequena na base do seu pescoço. Como Ray e Norman, Emma tem consistentemente notas perfeitas nos seus exames diários no orfanato de Grace Field House. No início da história, 12 de outubro de 2045, Emma tem 11 anos, ela usa o uniforme de Grace Field House: uma camisa, uma saia branca e sapatos castanhos. Um número de autenticação, 63194 está tatuado no seu pescoço. Durante a fuga do orfanato, ela corta a sua orelha direita para impedir Isabella de os encontrar, no qual ela usava um curativo para tapar a ferida o tempo todo. Depois da sua aventura no mundo dos demónios, ela usa várias roupas que são mais adequadas a aventura e exploração.

## Receção

### Popularidade
Emma foi premiada como 'Melhor Personagem Feminina' no 41º Anime Grand Prix em 2019. Ela foi nomeada para 'Melhor Rapariga' e 'Melhor Protagonista do Ano' nos 4º Prêmios de Anime da Crunchyroll em 2020. Ela também foi nomeada para a categoria 'Rapariga do Ano' nos 6º Prêmios de Anime em Alta de 2020. Emma chegou a 2º lugar ficando atrás de Norman na Votação de Ilustração Colorida de Personagens da série em 2018. Na votação de popularidade da série em 2018. Emma ficou em 1º lugar. Ela também ficou em primeiro lugar na segunda votação de popularidade da série, com um total de 5581 votos.

### Resposta crítica
Reiichi Narima de Real Sound disse sobre Emma: "Ela é uma rapariga e a personagem principal, é o porquê de Yakusoku no Neverland ser serializado na Weekly Shōnen Jump, e eu considero-a um símbolo. Nesta história, Emma é retratada como uma rapariga que cumpre as condições da imagem de herói. Mas não é só seu género que a faz pareceu um novo herói. Emma também é imprudente e audiciosa, mas não é "estúpida". Como podem ver pelo ambiente ela é uma criança excelente que passa testes super difíceis todos os dias, Emma é o um cérebro com uma habilidade física extraordinária. Ela tem um lado ingénuo e estabelecedor de humor, mas ela consegue ver as dificuldades que ainda estão longe desde o início. Morte que existe ao seu lado, uma situação em que um pequeno erro pode levar a muitas baixas, e crianças que estão sempre em perigo. Todos os fatores são demónios, e eles têm sido retratados como coisas odiosas. No entanto, à medida que Emma aprende sobre o mundo dos demónios, ela não pode continuar a ignorar o facto que eles têm a mesma vida que ela. Ela questiona se há diferença entre ela caçar e comer bestas e os demónios comerem humanos. E a história aproxima-se da fase final centrando-se em Norman, que quer aniquilar os demónios, e Emma, que não quer nem que os humanos nem que os demónios morram. Yakusoku no Neverland acabou, mas não é tarde demais para ficar viciado a este mundo que deu à luz um novo herói jump". Emma também foi bem recebida pela professor de estudos globais japoneses na Universidade de Meiji, Yukari Fujimoto e pelo artista de manga Morizono Milk, ambos destacaram o facto de ser uma protagonista num manga na Weekly Shōnen Jump; com Morizonu dizendo "Eu sabia que este trabalho era serializado na revista shōnen Jump, mas eu não sabia que Yukari Fujimoto apontou que esta era o primeiro manga a ter uma rapariga como a personagem principal desta maneira. Também nesse sentido, eu acho que a conquista deste manga, no qual a personagem principal é Emma foi um grande sucesso, é fantástico".
Rebecca Silverman da Anime News Network elogiou o seu papel forte na história da série, e disse "Emma acaba por ser uma figura muito forte. Ela tem o coração necessário para fazer as coisas. Ela é a que se recusa a deixar alguém para trás, é a que entende que família é importante, e ultimamente a pessoa que cresce mais ao longo de só um livro. Dizer que Emma é um raio de luz nesta história muito escura talvez seja subestimar um pouco as coisas". Allen Moody de THEM Anime Reviews gostou da personalidade de Emma e descreve-a como "embora sendo a inabalável- resoluta, indomável, é também compassiva, alguém que pode ser curvada pelo luto mas é na verdade difícil de quebrar, alguém cuja tenacidade de espírito se aguenta apesar de alguns desenvolvimentos devastadores, uma líder real e uma das personagens mais admiráveis que eu já encontrei num anime". Brittany Vincent da Syfy simplesmente descreveu Emma como "a protagonista da série que mal parece a tua personagem típica de anime, devido ao seu choque de cabelo loiro avermelhado e os seus vastos olhos." Tina Marie DeLucia do website Screen Rant descreve Emma como uma protagonista jovem e alegre, também disse que Emma tem todas as qualidades de uma líder: a motivação, a devoção a uma causa ou família,e o desejo de melhorar o mundo e ela mesma. Ela oferece a "promessa" de novos géneros de protagonistas.
Pauline Croquet do jornal francês Le Monde disse que o design das três personagens principais, incluindo Emma, é muito original e vem dos designs típicos de manga shōnen; e disse que "as crianças de Grace Field House, tendo a mais velha 11 anos, têm vivido desde que nasceram num ambiente idílico e são tratadas com amor pela diretora, a quem chamam "Mãe". Emma, Norman e Ray, que são inteligentes e engenhosos, vão entender que eles estão todos num perigo mortal. Eles decidem fugir com os seus irmãos, mas estão completamente inconscientes do que espera por eles no exterior". Vincent Jule do jornal francês 20 minutes elogiou o seu papel como uma das poucas protagonistas de um manga publicado numa revista shōnen, dizedo "Embora pré-publicado na revista Weekly Shōnen Jump, o templo Shōnen, Yakusoku no Neverland é tipo um conto escuro e cruel, pegando e desviando os códigos de sobrevivência. Durante muito tempo, as heroínas de manga eram maioritariamente heroínas de manga shōjo. E se eles conseguiram encontrar um lugar (secundário) no shonen, foi mais regularmente com atributos masculinos: o durão, a luta e às vezes sexy. Não era a norma, mas a maioria. É por isto que Emma de Yakusoku no Neverland está a fazer muito bem. Com o seu cabelo curto, os seus olhos azuis e o seu tamanho pequeno, a pequena menina não parece muito, mas a sua inteligência, a sua coragem e a sua engenhosidade muito rapidamente fazem dela a líder dos orfãos de Grace Field House".